# Pier Candiano Giustiniani
Pier Candiano Giustiniani (San Miniato, 30 maggio 1900 – Sirmione, 5 giugno 1988) è stato un imprenditore italiano.

## Biografia
Dopo aver conseguito la laurea in ingegneria all'università di Napoli, lavora per un breve periodo alla Società meridionale di elettricità (Sme); nel 1925 entra alla Società chimica Montecatini: partecipa a importanti progetti tecnici legati ai procedimenti Montecatini-Fauser per la produzione dell’azoto e, nel contempo, si occupa di questioni organizzative. Dopo solo cinque anni, nel 1930, è nominato segretario del presidente Guido Donegani, alla cui scuola si forma come manager, insieme al gruppo destinato a guidare l’impresa durante e dopo la seconda guerra mondiale.
Nel 1935 è direttore generale delle Aziende chimiche nazionali associate (Acna), comparto della Montecatini acquisito nel 1931, e impegnato nella produzione di coloranti; passa poi, nel 1940, alla Direzione generale di altre società controllate: Farmitalia e Società dinamite Nobel.
Alla fine del 1941 il direttore generale G. Galletti lascia, dopo cinquant’anni, la Montecatini, e Giustiniani gli subentra nella carica, assumendo la responsabilità della gestione aziendale insieme con A. Cucchini, C. Faina e D. F. Rebua. In particolare, su Faina e Giustiniani ricade il compito della gestione dell’impresa tra il 1944 e il 1945, dopo l’allontanamento di Donegani dalla presidenza.
Il gruppo dirigente ripropone in questi anni le strategie e i metodi di gestione centralizzata consolidati da Donegani negli anni Trenta e poi adattati alle nuove esigenze, nel corso della preparazione alla guerra e negli anni del conflitto, puntando a un’elevata diversificazione e alla ricerca di posizioni di dominio sui mercati interni (tanto più che, per esigenze strategico-militari, gli interventi governativi avevano sostenuto particolarmente il comparto chimico e la Montecatini).
Nei primi anni della ricostruzione il vertice dell’impresa attraversa una iniziale fase di crisi per l’allontanamento di Giustiniani. e di Cucchini, colpiti da provvedimenti di epurazione.

### Nuove linee aziendali
Dopo una breve esperienza alla Terni, Giustiniani rientra alla Montecatini nel 1949 come amministratore delegato, in un momento in cui si impone la definizione di una nuova linea aziendale, soprattutto per riconquistare quote di mercato ai concimi fosfatici, azotati e complessi, che richiedono un importante aggiornamento tecnologico.
La stentata ripresa dell’agricoltura italiana non favorisce inizialmente la Montecatini nella commercializzazione dei suoi concimi, ma l’impresa può contare sul sostegno della politica economica del governo che, dal 1948, vara un insieme ampio di provvedimenti a favore delle imprese agricole e dei consorzi agrari, alimentando la domanda di prodotti per l’agricoltura, fra i quali i concimi chimici; inoltre i prezzi dei fertilizzanti, stabiliti dal Comitato interministeriale prezzi (Cip), garantiscono una buona remunerazione alle imprese produttrici.
Soddisfazioni anche maggiori derivano in questo periodo dal comparto dei prodotti chimici per l’industria, in particolare i manufatti tessili, anche se si tratta di una congiuntura positiva sostenuta dalla momentanea assenza dell’industria tedesca. Negli anni Cinquanta infatti, Giustiniani deve confrontarsi con la rinnovata presenza sui mercati esteri delle imprese tedesche e, a nome della dirigenza della Montecatini, individuerà come unica strategia la richiesta di interventi protezionistici da parte del governo.

### Interessi conflittuali
Anche la chimica organica derivata dagli idrocarburi, quali il petrolio e il metano, si presenta, nel dopoguerra, come un’opportunità produttiva di rilievo. Questa nuova prospettiva implica, però, in vario modo, la risoluzione di nodi economici e legislativi nei quali gli interessi dell’impresa guidata da Giustiniani sono intrecciati con quelli del settore pubblico. In particolare, i rapporti con lo Stato si articolano intorno alla funzione e all’assetto giuridico dell’Azienda nazionale idrogenazione combustibili (Anic), costituita a Roma nel 1936 con un capitale sociale suddiviso tra la Montecatini e l’Azienda generale italiana petroli (Agip), e impegnata sul versante della raffinazione. Nel dopoguerra l’Anic rappresenta, in teoria, per la Montecatini una buona occasione nel campo della chimica organica; il controllo dell’Anic le consente contemporaneamente di preservare la posizione dominante che gode nella produzione dei fertilizzanti azotati evitando che la stessa Anic si impegni in progetti concorrenti. Giustiniani si trova così a gestire un complesso intreccio di interessi destinati a entrare in rotta di collisione: le operazioni coinvolgono infatti la Edison, che intende impiegare le proprie rendite elettriche nel settore chimico e, ancor più, l’Agip di Enrico Mattei che, tramite l’Anic, vuole creare le basi industriali per lo sfruttamento degli idrocarburi e i giacimenti della valle padana.
Se gli interessi della Montecatini e quelli dell’Agip appaiono conflittuali sul fronte delle concessioni per la prospezione e lo sfruttamento dei giacimenti metaniferi, è comunque l’attività stessa dell’Anic il terreno precipuo dello scontro; nell’estate del 1950 Giustiniani si oppone all’acquisizione dell’Acna da parte dell’Anic e, nel marzo del 1951, al progetto di un grande stabilimento per la produzione di azoto e fertilizzanti azotati al quale avrebbero partecipato l’Anic, l’Agip, la Federconsorzi e la Edison. Questo gruppo di aziende ha, sulla carta, un congruo capitale finanziario, mentre la Montecatini non può impegnarsi in nuovi investimenti, dopo gli sforzi compiuti per gli impianti idroelettrici dei laghi Resia e nell’acquisizione di stabilimenti a Terni, Novara e Ferrara, fortemente voluti proprio da Giustiniani. In quella circostanza la contromossa dell’Agip è l’invito a partecipare alla realizzazione dell’impianto progettato dall’Anic a Ravenna, approvato anche da alcuni dirigenti della Montecatini, come Fauser e Morandi, mentre Giustiniani e Faina si dimostrano nettamente contrari.
Questi sviluppi della strategia aziendale saranno visti, in seguito, come il momento iniziale di una fase discendente della Montecatini, destinata a concludersi con la drammatica crisi dei primi anni Sessanta e la fusione con la Edison; in particolare, verranno imputate alla dirigenza Montecatini di quegli anni, e direttamente a Giustiniani, l’illusione di una mediazione con gli altri concorrenti e un’eccessiva fiducia nell’autonomia tecnologica dell’azienda.

### La collaborazione con Mediobanca
Nel 1955 il nuovo Ente nazionale idrocarburi (Eni) realizza infatti da solo lo stabilimento di azotati e elastomeri a Ravenna, mentre la Edison entra nel settore con un proprio impianto. Le tecnologie autonomamente sperimentate dalla Montecatini a Ferrara, e più tardi, all’inizio degli anni Sessanta, a Brindisi, si rivelano invece molto meno affidabili, mentre la conclusione dello scontro sull’Anic porta, in definitiva, quest’ultima nell’orbita dell’Agip.
Contemporaneamente, anche in campo finanziario si vanno definendo nuovi equilibri. Nel 1950 Giustiniani predispone un vasto piano di investimenti che prevede l’emissione di un prestito obbligazionario curato da Mediobanca, con la quale ha inizio una stretta collaborazione destinata a durare per anni.
L’azienda, per il suo sviluppo, punta in definitiva su processi di produzione originali in campi come la petrolchimica, le materie plastiche, le fibre sintetiche e i fertilizzanti complessi. Giustiniani impegna poi la Montecatini nella realizzazione di impianti industriali nel Mezzogiorno, avvalendosi dei benefici legislativi introdotti.
Sul piano dell’organizzazione interna dell’azienda, Giustiniani segue la lezione di Donegani, spingendo per l’affermazione di una struttura decisionale accentuatamente centralizzata, anche quando tale configurazione non risulta più confacente all’elevata diversificazione produttiva dell’impresa. Il quadro economico inoltre, per la prima volta dagli anni Venti, vede l’azienda operare in regime di concorrenza, senza posizioni garantite di monopolio, proprio quando la novità tecnologica dei processi di cracking impone la definizione di piani industriali articolati, sia per la lavorazione dei sottoprodotti del petrolio (materie plastiche, fibre sintetiche, vernici), sia per la produzione di concimi azotati che sfruttano la sintesi dell’ammoniaca dal metano. L’avvio di sperimentazioni, investimenti e realizzazioni industriali è condizionato dalla riduzione del fatturato globale dell’impresa registrato sempre all’inizio degli anni Cinquanta, che il gruppo dirigente imputa alla politica di liberalizzazione degli scambi avviata tra il 1951 e il 1952 dal governo.

### L'opzione americana
Di fatto, nella complessiva politica di assestamento degli investimenti attuata sotto la responsabilità di Giustiniani nel corso degli anni Cinquanta, l’azienda punta a una riduzione dei costi, ma sottovaluta l’urgenza di sfruttare le economie di scala abbandonando i settori produttivi marginali e le lavorazioni obsolete; si delinea inoltre la scelta di sviluppare il comparto delle fibre sintetiche a scapito dei concimi azotati: in quest’ultima linea produttiva la Montecatini rimane ferma all’unità di Ferrara, peraltro di dimensioni ridotte rispetto alle concorrenti, con una tecnologia basata sui propri brevetti, in contrapposizione alle più efficaci tecniche straniere adottate negli stabilimenti di Eni ed Edison; il crollo dei prezzi che si registra nel settore proprio in seguito al successo dei programmi di sviluppo dei concorrenti causa gravi perdite alla Montecatini.
Nel 1955 Faina e Giustiniani spingono l’azienda verso il pieno utilizzo del proprio patrimonio tecnologico, costituito grazie agli studi di Fauser e poi di Natta, con l’apertura di un impianto per la produzione di cloruro di polivinile, la Novamont, negli Stati Uniti. L’opzione americana è legata alla prospettiva di far quotare il titolo alla borsa di New York; tuttavia l’ambizioso progetto trova oppositori anche all’interno della Montecatini, primo fra tutti il presidente Mazzini, e la sua attuazione ha una vita travagliata. L’abbandono della piazza newyorkese, alla fine degli anni Cinquanta, mette in luce uno stato di sofferenza dei conti aziendali generato dalla faticosa ricerca di un equilibrio tra l’urgenza di acquisire fondi per le nuove iniziative industriali e l’altrettanto impellente necessità di non ridurre la redditività, appesantita sia dai crescenti costi per l’ingente dispersione produttiva sia dal numero eccessivo di impianti tecnologici superati e sottodimensionati.
Giustiniani è il primo responsabile delle scelte produttive compiute nel tentativo di rilanciare la società e, nel settembre 1958, sua è la firma del piano industriale incentrato su tre comparti produttivi: le materie plastiche (attraverso lo sfruttamento del moplen derivato dagli studi di Natta sui polimeri), le fibre sintetiche e gli elastomeri. Per recuperare i ritardi nella petrolchimica Giustiniani chiede l’emissione di un prestito obbligazionario di 30 miliardi, che diventano in poco tempo 90, per poi raggiungere quota 100; il prestito è destinato a finanziare il nuovo stabilimento di Brindisi, dove allocare diversi impianti di cracking e, in seguito, avviare su vasta scala la produzione di elastomeri.

### Dalla Montecatini al Mec
Il piano, però, si fonda su previsioni errate sia a livello tecnico sia a livello industriale, e comporta alla fine un aggravio dell’indebitamento. In attesa, poi, dell’avvio di Brindisi si continuano gli investimenti su Ferrara, in una sorta di perenne rincorsa per recuperare un ritardo tecnico-organizzativo che ha origini lontane; a ciò si aggiunge una politica commerciale inadeguata che non prevedeva le necessarie campagne promozionali.
Ulteriori richieste di finanziamento, per sostenere la fase sperimentale dello stabilimento di Brindisi, portano infine a una crisi all’interno del gruppo dirigente della Montecatini. Nella primavera 1962 il Consiglio d’amministrazione chiede una sospensione alla politica di investimento e le dimissioni di Giustiniani, che lascia la Montecatini lo stesso anno.
In seguito, Giustiniani è nominato presidente del Comitato economico e sociale del Mercato comune europeo (Mec): in quella sede promuove l’adozione di progetti per lo sviluppo di holding industriali europee impegnate in produzioni ad alto contenuto tecnologico, le uniche che reputa in grado di reggere la concorrenza con la potenza economica degli Stati Uniti. Sempre in questa veste promuove studi mirati a favorire, nell’ambito della Comunità, la circolazione di capitali per garantire gli ingenti investimenti necessari all’innovazione tecnologica e pone la questione di un’armonizzazione fra i regimi fiscali dei vari paesi aderenti. Giustiniani è in questi anni membro del Comitato permanente per i problemi del Mezzogiorno e delle Isole presso la Confindustria e amministratore delegato di società belghe e olandesi legate alla Montecatini (Ammoniaque synthétique et dérivés e Compagnie néerlandaise de l’azote), nonché presidente della Società Rhodiatoce. Nel 1953 era stato nominato Cavaliere del lavoro. 
Giustinaini muore a Sirmione, sulla sponda meridionale del lago di Garda, nel 1988.